# 偏屈層
偏屈層（へんくつそう、Perverse sheaves）は、位相空間と特定のアーベル圏とを関連付けた層である。偏屈さを表す位相空間は、実多様体や複素多様体、あるいはより一般的な層を成す（単層の）位相を持つと考えられている。 
この概念は、1982年のジョセフ・バーンスタイン、アレクサンダー・ベイリンソン、ピエール・ドリーニュ による研究で、導来圏の正則ホロノミーD-加群と構成可能層との間のつながりを確立するリーマン-ヒルベルト対応の結果として導入された。 偏屈層は、独立 D-加群に対応する後続的対象であるため、より一般的な意味で（複数の）複体とは呼べないが、（単一の）層の複体によって表現される。 偏屈層の概念は、ホロノミックD-加群の解の構成可能性に関する1975年の柏原正樹の論文にすでに示されている。
マーク・ゴレスキーとロバート・マクファーソンの結果により、交差ホモロジーが偏屈層で記述できることが重要になっている。当初から数学者の間で、偏屈層は代数幾何学、位相幾何学、解析学、微分方程式の合流する基本的な数学的対象であることは明白だった。 現在では、数論、代数学、表現論においても重要な役割があると知られたことにより、日夜、研究されている。